# Anthrenus blanci
Anthrenus blanci är en skalbaggsart som beskrevs av William James Beal 1998. Anthrenus blanci ingår i släktet Anthrenus och familjen ängrar. Inga underarter finns listade i Catalogue of Life.